# Wasilij Prochorow
Wasilij Iljicz Prochorow (ros. Василий Ильич Прохоров, ur. 12 lutego 1906, zm. 1989 w Moskwie) – radziecki polityk, przewodniczący Rady Najwyższej RFSRR (1959-1963).

## Życiorys
Od 1928 członek WKP(b), 1934-1937 inżynier-konstruktor Centralnego Instytutu Aerohydrodynamicznego im. Żukowskiego, 1935 ukończył Moskiewską Wyższą Szkołę Techniczną im. Baumana, 1937-1939 pracownik 1 Moskiewskiego Zakładu Autoremontowego. 1939-1940 żołnierz Armii Czerwonej, 1940-1942 szef warsztatu, kierownik laboratorium i zastępca głównego inżyniera 1 Moskiewskiego Zakładu Autoremontowego, 1942-1944 kierownik warsztatu w innym moskiewskim zakładzie, później funkcjonariusz partyjny, 1951-1955 sekretarz Komitetu Miejskiego WKP(b)/KPZR w Moskwie. Od sierpnia 1955 do marca 1977 sekretarz Wszechzwiązkowej Centralnej Rady Związków Zawodowych, 1977-1985 zastępca jej przewodniczącego, od 15 kwietnia 1959 do 4 kwietnia 1963 przewodniczący Rady Najwyższej RFSRR, od 9 kwietnia 1971 do 25 lutego 1986 członek KC KPZR, od 1985 na emeryturze. Pochowany na Cmentarzu Dońskim w Moskwie.